# Mayflower II
Mayflower II byggdes i Devon 1955–1956, och är en replik av 1600-talsskeppet Mayflower, som förde pilgrimerna till Nya världen.
Det byggdes på initiativ av engelsmannen Warwick Charlton, och museet Plimoth Plantation. Skeppet byggdes för hand av engelska fartygsbyggare, med traditionella metoder.
Den 20 april 1957 återskapades resan, då Mayflower II seglade ut på Atlanten, under Alan Villiers befäl. Enligt loggboken seglade skeppet in i East River i New York den 1 juli samma år.
Skeppet seglades 2002 till Providence, Rhode Island. Det används för turer runt Plymouth Rock i Plymouth i Massachusetts.

### Fotnoter
1. 1 2 3  "Press Kit - Mayflower X" (with history of the Mayflower),
     Plimoth Plantation Museum, 2004, Plimoth.org webpage:
     PlimothOrg-MayflowerBG[död länk].